# إسحاق واين
إسحاق واين (بالإنجليزية: Isaac Wayne)‏ هو محامي وسياسي أمريكي، ولد في 1772، وتوفي في 25 أكتوبر 1852 في مقاطعة تشيستر في الولايات المتحدة. انتخب عضو مجلس ولاية بنسيلفانيا وانتخب عضو مجلس نواب بنسيلفانيا وانتخب عضو مجلس النواب الأمريكي.